# Cheetahs
Maillots
Actualités
Les Cheetahs ou Central Cheetahs, également appelés Toyota Cheetahs pour des raisons commerciales, sont une franchise de rugby à XV d'Afrique du Sud, basée à Bloemfontein, évoluant dans le Super Rugby jusqu'en 2017, puis en Pro14 de 2017 à 2020.
Ils évoluent alternativement au Vodacom Park de Bloemfontein ou au GWK Park de Kimberley.

## Histoire
En 2006 la franchise intègre le Super 12.
En 2017, la franchise est évincée du Super Rugby et rejoint avec les Southern Kings le Pro14, championnat des provinces irlandaises, galloises, écossaises et italiennes.
N'ayant pu revenir dans l'United Rugby Championship, les Cheetahs ont obtenu le droit de pouvoir disputer en 2022 la Challenge Cup mais en tant qu'invités, avec un camp de base en Italie pour leurs rencontres disputées contre des équipes européennes. Leur participation est reconduite en 2023, s'établissant cette fois-ci à Amsterdam. L'invitation de l'EPCR est reconduite pour les deux éditions suivantes, en 2024 et 2025, le camp de base d'Amsterdam étant conservé.

## Stades
Le stade des Cheetahs est le Free State Stadium, aussi appelé Vodacom Park pour des raisons commerciales, situé à Bloemfontein. Le stade est amélioré pour porter sa capacité à 46 000 places pour la coupe du monde de football de 2010. Il sert également de stade pour les Free State Cheetahs, équipe qui évolue en Currie Cup et fournit un grand nombre de joueurs à la franchise des Cheetahs. Des matchs sont également joués au Hoffe Park Stadium (également GWK Park) à Kimberley, stade de l'équipe des Griqualand West Griquas.

## Parcours

### Super Rugby
| Saison | Place | MJ | V  | N | D  | PM  | PE  | Diff | PB | Pts | Commentaires                                                                     |
| ------ | ----- | -- | -- | - | -- | --- | --- | ---- | -- | --- | -------------------------------------------------------------------------------- |
| 2006   | 10e   | 13 | 5  | 0 | 8  | 272 | 367 | -95  | 7  | 27  |                                                                                  |
| 2007   | 11e   | 13 | 4  | 1 | 8  | 265 | 342 | -77  | 4  | 22  |                                                                                  |
| 2008   | 13e   | 13 | 1  | 0 | 12 | 255 | 428 | -173 | 9  | 13  |                                                                                  |
| 2009   | 14e   | 13 | 2  | 0 | 11 | 213 | 341 | -128 | 4  | 12  |                                                                                  |
| 2010   | 10e   | 13 | 5  | 1 | 7  | 316 | 393 | -77  | 4  | 26  |                                                                                  |
| 2011   | 11e   | 16 | 5  | 0 | 11 | 435 | 437 | -2   | 12 | 40  | 4e de la conférence sud-africaine                                                |
| 2012   | 10e   | 16 | 5  | 0 | 11 | 391 | 458 | -67  | 10 | 38  | 4e de la conférence sud-africaine                                                |
| 2013   | 6e    | 16 | 10 | 0 | 6  | 382 | 358 | +24  | 8  | 54  | 2e de la conférence sud-africaine, défaite en match de barrage face aux Brumbies |
| 2014   | 14e   | 16 | 4  | 1 | 11 | 372 | 527 | -155 | 6  | 24  |                                                                                  |
| 2015   | 12e   | 16 | 5  | 0 | 11 | 357 | 531 | -174 | 6  | 26  |                                                                                  |
| 2016   | 14e   | 15 | 4  | 0 | 11 | 377 | 425 | -48  | 5  | 21  |                                                                                  |
| 2017   | 13e   | 15 | 4  | 0 | 11 | 395 | 551 | -156 | 5  | 21  |                                                                                  |

### Pro14
| Saison  | Place | MJ | V  | N | D  | PM  | PE  | Diff | PB | Pts | PF   | Commentaires |
| ------- | ----- | -- | -- | - | -- | --- | --- | ---- | -- | --- | ---- | ------------ |
| 2017-18 | 3e    | 21 | 12 | 0 | 9  | 609 | 554 | 55   | 15 | 63  | 1/4f |              |
| 2018-19 | 6e    | 21 | 8  | 1 | 12 | 541 | 606 | -61  | 12 | 46  | -    |              |

## Personnalités de la franchise

### Effectif 2023-2024
| Nom                      | Poste            | Date de naissance | Nationalité sportive             | Sélections (PM) | Club provincial     | Club précédent      | Année d'arrivée au club |
| ------------------------ | ---------------- | ----------------- | -------------------------------- | --------------- | ------------------- | ------------------- | ----------------------- |
| Marko Janse van Rensburg | Talonneur        | 1er octobre 1991  | Afrique du Sud                   | -               | Free State Cheetahs | Rugby ATL           | 2022                    |
| Marnus van der Merwe     | Talonneur        | 17 février 1997   | Afrique du Sud                   | -               | Free State Cheetahs | Débuts au club      | 2018                    |
| Louis van der Westhuizen | Talonneur        | 25 février 1995   | Namibie                          | 21 (30)         | Free State Cheetahs | Bulls               | 2020                    |
| Janus Venter             | Talonneur        | 9 janvier 1999    | Afrique du Sud                   | -               | Free State Cheetahs | Débuts au club      | 2023                    |
| Aranos Coetzee           | Pilier           | 1er mars 1991     | Namibie                          | 24 (5)          | Free State Cheetahs | CA Brive            | 2016                    |
| Cameron Dawson           | Pilier           | 6 janvier 1999    | Afrique du Sud                   | -               | Free State Cheetahs | Pumas               | 2023                    |
| Schalk Ferreira          | Pilier           | 9 février 1984    | Afrique du Sud                   | -               | Free State Cheetahs | Southern Kings      | 2021                    |
| Justin Forwood           | Pilier           | 19 septembre 1993 | Afrique du Sud                   | -               | Free State Cheetahs | Griquas             | 2023                    |
| Banele Mthenjane         | Pilier           | 18 février 2000   | Afrique du Sud                   | -               | Free State Cheetahs | Golden Lions        | 2022                    |
| Alulutho Tshakweni       | Pilier           | 26 septembre 1998 | Afrique du Sud                   | -               | Free State Cheetahs | Southern Kings      | 2021                    |
| Hencus van Wyk           | Pilier           | 2 mars 1992       | Afrique du Sud                   | -               | Free State Cheetahs | Legion de San Diego | 2022                    |
| Rynier Bernardo          | Deuxième ligne   | 27 août 1991      | Afrique du Sud                   | -               | Free State Cheetahs | Canon Eagles        | 2021                    |
| Sibabalo Qoma            | Deuxième ligne   | 17 février 1997   | Afrique du Sud                   | -               | Free State Cheetahs | Griquas             | 2022                    |
| Victor Sekekete          | Deuxième ligne   | 28 janvier 1994   | Afrique du Sud                   | -               | Free State Cheetahs | Griquas             | 2020                    |
| Carl Wegner              | Deuxième ligne   | 2 février 1991    | Afrique du Sud                   | -               | Free State Cheetahs | Benetton Trévise    | 2023                    |
| Mzwanele Zito            | Deuxième ligne   | 23 novembre 1988  | Afrique du Sud                   | -               | Free State Cheetahs | Griquas             | 2022                    |
| Daniel Maartens          | Troisième ligne  | 4 mai 1995        | Afrique du Sud                   | -               | Free State Cheetahs | Pumas               | 2022                    |
| Oupa Mohojé              | Troisième ligne  | 3 août 1990       | Afrique du Sud                   | 19 (0)          | Free State Cheetahs | Débuts au club      | 2014                    |
| Andisa Ntsila            | Troisième ligne  | 7 novembre 1993   | Afrique du Sud                   | -               | Free State Cheetahs | Sharks              | 2020                    |
| Friedle Olivier          | Troisième ligne  | 27 mai 1992       | Afrique du Sud                   | -               | Free State Cheetahs | Enisey-STM          | 2022                    |
| Jeandré Rudolph          | Troisième ligne  | 9 mai 1994        | Afrique du Sud                   | -               | Free State Cheetahs | Bulls               | 2020                    |
| Gideon van der Merwe     | Troisième ligne  | 27 janvier 1995   | Afrique du Sud                   | -               | Free State Cheetahs | Griquas             | 2021                    |
| Ruben de Haas            | Demi de mêlée    | 9 octobre 1998    | États-Unis                       | 31 (33)         | Free State Cheetahs | Saracens            | 2023                    |
| Rewan Kruger             | Demi de mêlée    | 20 mars 1998      | Afrique du Sud                   | -               | Free State Cheetahs | Débuts au club      | 2020                    |
| Raegan Oranje            | Demi de mêlée    | 9 octobre 1996    | Afrique du Sud                   | -               | Free State Cheetahs | Griquas             | 2023                    |
| Ruan Pienaar             | Demi de mêlée    | 10 mars 1984      | Afrique du Sud                   | 88 (135)        | Free State Cheetahs | Montpellier HR      | 2019                    |
| Reinhardt Fortuin        | Demi d'ouverture | 30 janvier 1996   | Pays-Bas                         | 3 (0)           | Free State Cheetahs | Débuts au club      | 2020                    |
| George Lourens           | Demi d'ouverture | 4 juin 1997       | Afrique du Sud                   | -               | Free State Cheetahs | Boland Cavaliers    | 2022                    |
| Abner van Reenen         | Demi d'ouverture | 30 juillet 1998   | Afrique du Sud                   | -               | Free State Cheetahs | Rugby Rovigo        | 2023                    |
| Evardi Boshoff           | Centre           | 6 octobre 1998    | Afrique du Sud                   | -               | Free State Cheetahs | Leopards            | 2021                    |
| Robert Ebersohn          | Centre           | 23 février 1989   | Afrique du Sud                   | -               | Free State Cheetahs | AS Béziers          | 2022                    |
| Ali Mgijima              | Centre           | 11 février 1995   | Afrique du Sud                   | -               | Free State Cheetahs | Pumas               | 2023                    |
| Munier Hartzenberg       | Ailier           | 1er août 1997     | Afrique du Sud                   | -               | Free State Cheetahs | Griquas             | 2022                    |
| Daniel Kasende           | Ailier           | 9 mai 1995        | République démocratique du Congo | -               | Free State Cheetahs | Griquas             | 2021                    |
| Tapiwa Mafura            | Ailier           | 11 avril 1996     | Zimbabwe                         | 2 (0)           | Free State Cheetahs | Pumas               | 2022                    |
| Cohen Jasper             | Arrière          | 20 juin 2000      | Afrique du Sud                   | -               | Free State Cheetahs | Débuts au Club      | 2021                    |
| Andell Loubser           | Arrière          | 3 mars 1997       | Afrique du Sud                   | -               | Free State Cheetahs | Ordizia RE          | 2022                    |
| Siba Xamlashe            | Arrière          | 18 juillet 2000   | Afrique du Sud                   | -               | Free State Cheetahs | Débuts au Club      | 2023                    |

### Liste des entraîneurs
- 2006-2007 :  Rassie Erasmus
- 2008-2015 :  Naka Drotske
- 2016-2017 :  Franco Smith
- 2017-2018 :  Rory Duncan
- 2018-2019 :  Franco Smith
- 2019- :  Hawies Fourie

### Liste des capitaines
- 2006-2011 :  Juan Smith
- 2012-2014 :  Adriaan Strauss
- 2015 :  Francois Uys
- 2016-2018 :  Francois Venter
- 2018 :  Oupa Mohojé
- 2018 :  Tian Meyer

### Joueurs emblématiques
- Rayno Benjamin (en)
- Meyer Bosman
- Heinrich Brüssow
- Hennie Daniller (en)
- Kabamba Floors
- Lood de Jager
- Coenie Oosthuizen
- Jannie du Plessis
- Os du Randt
- Juan Smith
- Adriaan Strauss
- Torsten van Jaarsveld

## Équipes de Currie Cup
- Free State Cheetahs à Bloemfontein
- Giffons à Welkom
- Griqualand West Griquas à Kimberley

## Logo

Évolution du logo
Ancien logo.